# Mae Questel
Mae Questel, geboren als Mae Kwestel (New York, 13 september 1908 – aldaar, 4 januari 1998), was een Amerikaans actrice en stemactrice.
Ze won een talentenjacht toen ze zeventien jaar oud was en begon te werken als vaudeville-artiest in New York. Wereldberoemd werd Questel als de typerende stem van Betty Boop, die zij ruim zestig jaar insprak. Ook leende zij haar stem aan onder meer Olijfje uit de Popeye-tekenfilms, die ze een nasaal timbre meegaf. Als actrice kende ze een carrière op Broadway met rollen in theaterstukken als A Majority of One, Enter Laughing en Bajour. Ook speelde ze in de jaren dertig rollen in diverse speelfilms, vaak ook in musicals. In "Oedipus Wrecks", een verhaal uit New York Stories (1989), speelde ze de moeder van Woody Allen.